# 트룹쳅스크

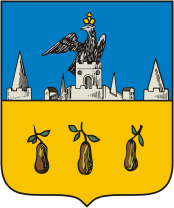
시 문장

트룹쳅스크(러시아어: Трубчевск)는 러시아 브랸스크주 남부에 위치한 도시로, 인구는 16,342명(2002년 기준)이다. 데스나강과 접하며 브랸스크(브랸스크 주의 주도)에서 남쪽으로 95km 정도 떨어진 곳에 위치한다. 언제 건설되었는지 확실하지는 않지만 975년에 창건된 것이 정설이다.